# Hyundai Accent
El Hyundai Accent (en coreano: 현대 엑센트), o Hyundai Verna (현대 베르나) en Corea del Sur es un automóvil del segmento B fabricado por Hyundai. A pesar de estar producido por Hyundai, este automóvil también se comercializa por la marca Dodge: en Venezuela, México y algunos otros países de América Latina, donde se comercializó como Dodge Attitude hasta 2014. El Accent fue reemplazado por el Hyundai Verna en 2000 en Corea del Sur, aunque en la mayoría de los mercados internacionales, incluyendo Estados Unidos, mantuvo el nombre "Accent".
El Accent se fabrica para el mercado chino por Beijing Hyundai Co., un proyecto conjunto con Beijing Automotive Industry Corp. Para el mercado ruso lo ensambla la planta TagAZ en Taganrog. En Venezuela, Chrysler comercializó estos modelos como Dodge Brisa hasta 2006, este fue ensamblado por Mitsubishi Motors en su planta en Barcelona, Venezuela. En Puerto Rico, la primera y segunda generación se vendieron como Hyundai Brio.
En 2008, el Accent fue nombrado el automóvil subcompacto más confiable por J.D. Power and Associates.
En 2017 comenzó la producción en México de las versiones sedán y hatchback de la quinta generación en la planta de su socio comercial KIA ubicada en Pesquería para el continente americano.
El Accent compite con Chevrolet Onix, Suzuki Ciaz, Ford Fiesta, Honda Fit, Honda City, Mazda 2, Toyota Yaris, Audi A1, Nissan Versa, BMW Serie 2, Renault Logan, Kia Rio, Volkswagen Polo, Seat Ibiza, Renault Clio, FIAT Punto y Peugeot 301.

## Primera generación (X3) (1994-1999)
Es el primer coche llamado Hyundai Accent, y el primer modelo de la gama. Se fabricaron modelos de 3, 4 y 5 Puertas, denominados en el mercado interno como Pro Accent, Euro Accent y Accent respectivamente. En algunos mercados el modelo de 3 puertas también fue llamado Accent Web. Motores: (Alpha) 1.3 SOHC 12v 85cv, 1.5 SOHC 16v 91cv y 1.6 DOHC 16v 100cv. En 1997 se introdujo un facelift, modificando principalmente los faros delanteros y traseros y la parrilla, aunque conservando la carrocería. En Venezuela este modelo fue vendido inicialmente bajo el nombre original y posteriormente comercializado por Dodge con el nombre Brisa hasta 2006, mientras en China fue vendido como el Kia Qianlima. En Australia siguió conservando el nombre Excel. Este modelo no fue vendido en países como México debido a que la marca no tenía presencia oficial en el país.

## Segunda generación (LC) (1999-2006)

### Fase 1 (1999-2002)
Es una generación completamente nueva, posee mayor tamaño, mejores acabados interiores. Modelos de 3 y 5 Puertas. Motores: (Alpha)1.3 SOHC, 1.6 SOHC 12v (versión L o GS) y 1.6 DOHC 16v (versión GL o GT). En otras partes de América, como por ejemplo en Puerto Rico, se introduce bajo el nombre Hyundai Brío L, Hyundai Brío LE y Hyundai Brío GL (o Accent GT). Este auto se destaca por su economía, comodidad y eficiencia. También había una versión del año 2000-02 un 1.5 DOCH GLS 16V en gasolina de 102cv en 5 puertas o 3 con todos los extras.

### Fase 2 (2002-2006)
Rediseño de la segunda generación del Accent conserva las mismas carrocerías pero se introducen cambios exteriores, así como también nuevos motores. En algunos mercados se adopta el nombre de Gyro y en otros Brío. Utilizan los motores de la fase 1 pero se introdujeron los nuevos motores Alpha-II y el Diesel 1.5 CRDI en otros modelos para distintas regiones. En México se comercializa la versión 2 puertas (Manual) y 4 puertas (Manual y Automático) como Verna by Dodge en los concesionarios Chrysler-Dodge-Jeep, mantiene todos los logotipos de Hyundai. Motor 1.5.

## Tercera generación (MC) (2006-2012)
En algunos mercados conocido como Accent Vision, esta versión comparte plataforma y elementos mecánicos con el Kia Rio, adopta nuevos motores 1.4 16V DOHC 95 CV, y un 1.6 16V DOHC con tiempo variable de válvulas (CVVT) y 112 CV, desaparece la carrocería de 5 puertas, adèmas en 2008 montan dirección de asistencia elèctrica (EPS, electric power steering), en algunos mercados aparece una nueva motorización 1.5 CRDi. En México se comercializa la versión 4 puertas como Dodge Attitude en los concesionarios Chrysler-Dodge-Jeep, conservando los logotipos de Dodge. Motor 1.4 Manual y 1.6. Manual y Automático. En EE. UU. y Canadá se comercializó como Hyundai Accent en la versión de 3 y 4 puertas.

## Cuarta generación (RB) (2011-2018)
Se lanzó en Corea del Sur a fines de 2011, al igual que en Estados Unidos y otros mercados. Tiene un diseño mejorado, siguiendo la filosofía de diseño de Hyundai llamada "Fluid Sculpture", asemejándose a los nuevos Hyundai Tucson, Hyundai Sonata y Hyundai Elantra. Incluye nuevos motores Gamma de 1.4 y 1.6 litros con sistema CVVT, y un motor diésel 1.6 con turbo de geometría variable (VGT). Además incluye más equipamiento que la versión anterior, y un mejor acabado en los materiales. 
Los motores son 1.4 o 1.6 de gasolina y diésel, el primero asociado a una transmisión manual de 6 velocidades y el segundo a una transmisión automática de 4 velocidades (6 velocidades en su versión de Estados Unidos). La versión básica cuenta con computadora de viaje, faros con nivelación manual, rines de acero de 14" con tapón plástico completo. La versión más equipada lleva frenos de disco en las 4 ruedas con ABS, control electrónico de estabilidad (ESC), modo active eco (solo automático), 2 bolsas de aire (4, 6 o 8 bolsas de aire en su versión de Estados Unidos.), equipo eléctrico completo así como controles de audio con manos libres al volante, faros de niebla al frente y atrás, rines de aleación de 15 (16 en su versión de Estados Unidos), sunroof eléctrico (solo versiones de 2013 a 2015), 6 speakers de audio, además de velocidad control de crucero, algunas versiones traen direccionales en los espejos.
En México se comercializó la versión 4 puertas como Dodge Attitude en los concesionarios Chrysler-Dodge-Jeep, manteniendo los logotipos de Hyundai, esto hasta el año 2014 cuando Hyundai inicia operaciones oficiales en México, dejándose de vender el modelo. En Sudamérica se mantiene el nombre original. En Honduras y Costa Rica, entre 2011 y 2014, las concesionarias oficiales comercializaron la versión tope de gama como Hyundai Accent Blue y en Costa Rica la versión tope de gama HMS (Hyundai Motorsports) con mejoras estéticas como sunroof o pantalla android de fábrica, para luego ser sustituido por el Hyundai Accent IX. 
Hay 2 tipos de motores, la de EE.UU 1.4 con 124 caballos de fuerza y 1.6 con 138 caballos de fuerza con motor GDI solo en su versión 1.6 con la tecnología de Inyección Directa de Gasolina, además la cabeza y el bloque están hechos de aluminio, disponible con transmisión manual y automática de 6 velocidades (Shiftronic caja dual con cambio manual o automático), y en su versión latinoamericano con motor 1.4 de 108 caballos de fuerza de 6 velocidades en su versión manual y transmisión automática de 4 velocidades con motores DOHC, así como el motor 1.6 con 124 caballos de fuerza, disponible transmisión manual y automático de 6 velocidades con motores DOHC.
A nivel mundial existen 10 tipos de versiones basado en el país y en el mercado, algunas versiones surcoreanas puede traer asientos de cuero, calefacción en los asientos; espejos autodetractiles automáticas, cámara de reversa y boton de encendido.
En mercados como Ecuador, Colombia, Honduras, Bolivia, Perú y Chile, se comercializó esta generación del modelo con algunas mejoras estéticas hasta 2020. Hacia el año 2021 todavía se vendía en países como Ecuador y República Dominicana.

### Seguridad
El Accent de cuarta generación fabricado en México o India en su versión latinoamericana más básica recibió una calificación de 0 estrellas de Latin NCAP en 2021 (similar a Euro NCAP 2014), en algunos países de la región el modelo se comercializaba sin bolsas de aire ni frenos ABS.
En Estados Unidos su versión más básica recibió 4 estrellas de 5 en las pruebas de choque de NHTSA en su versión 2012 y 2013.

## Quinta generación (HC) (2018-2023)
La quinta generación del Accent fue presentada en China como Hyundai Verna hacia finales de 2016. La producción oficial comenzó en febrero de 2017. En agosto el auto es lanzado a la venta en la India como Hyundai Verna y en diciembre el auto es lanzado a la venta en Norteamérica con su nombre original. Disponible en tres versiones: el básico (SE), el intermedio (SEL) y el top de gama (Limited). Este modelo es el primero vendido en México bajo el nombre Hyundai Accent y también el primero en ser producido en ese país, el cual se exporta para Norteamérica. A partir de esta generación, el Accent deja de ser vendido en Corea del Sur, siendo reemplazado por el crossover Hyundai Venue. El modelo original de quinta generación no fue vendido en la mayoría de países de Centroamérica ni en Sudamérica, en su lugar se seguía ofreciendo la generación anterior.
Todos los modelos del Accent vendidos en Estados Unidos y Canadá estarán propulsados por el mismo motor de gasolina de cuatro cilindros en línea (I4) de 1.6L que su predecesor, aunque los caballos de fuerza tienen una potencia de 130 caballos de fuerza de los 138 caballos de fuerza anteriores. Sin embargo, las clasificaciones de Economía de combustible de EPA ahora son de hasta 28 City / 37 Highway / 31 MPG combinadas para modelos equipados con transmisión manual, o 28 City / 38 Highway / 32 MPG combinadas para modelos equipados con transmisión automática. La base SE ofrece una transmisión manual de seis velocidades, mientras que una transmisión automática de seis velocidades es opcional. La transmisión automática de seis velocidades es estándar en los modelos SEL y Limited.

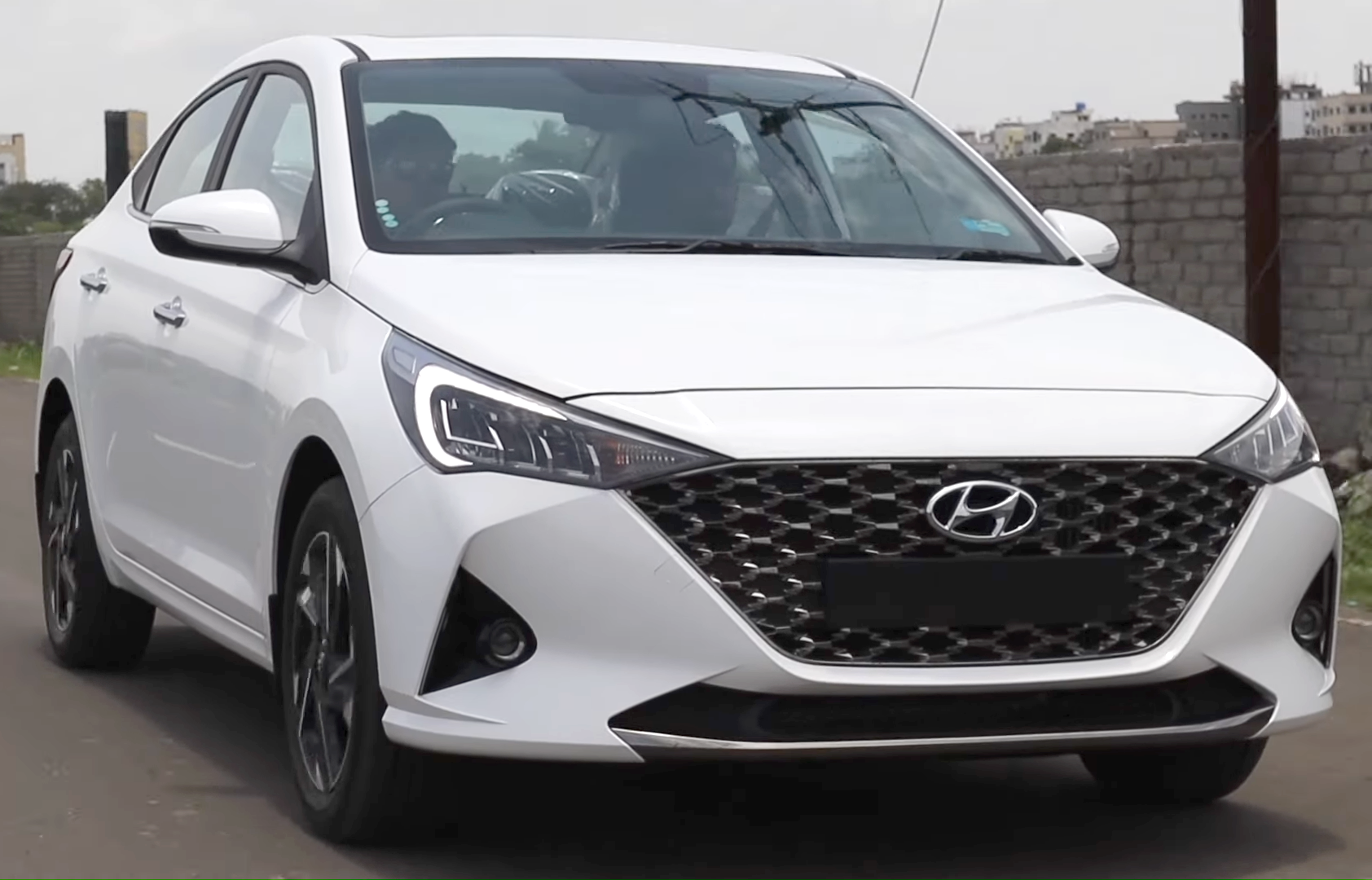
Hyundai Verna en su versión india, comercializado en Sudamérica como Hyundai Accent.

Las características disponibles por primera vez en el Accent incluyen alerta de prevención de colisiones, un sistema de infoentretenimiento con pantalla táctil con Apple CarPlay opcional, Android Auto y Hyundai Blue Link, entrada de proximidad con botón, ruedas de aluminio de diecisiete pulgadas, asientos con calefacción en el frente doble, entre otros.
En noviembre de 2020, la versión india se comenzó a vender en Chile como Hyundai Accent; posteriormente se lanzó en Perú en enero de 2021 bajo el mismo nombre. Según el país, está disponible con motorizaciones a gasolina de 1.4 L de 99 HP y 13.5 kg/m de torque y 1.6 L de 123 HP y 15.4 kg/m de torque en transmisiones manual y automática de seis velocidades. En Chile se vende además una versión con motor diésel 1.5 L de 115 HP y 25.5 kg/m de torque. En Panamá se vende el modelo de fabricación mexicana como Accent Solaris, y su nombre está basado en el modelo fabricado en Rusia, está disponible con motor 1.4 L de 107 HP y posteriormente a finales de diciembre de 2021 llegaría al mercado el Accent de fabricación india. En Colombia fue reemplazado por el Hyundai HB20 sedán de origen brasileño.
En 2021 se anunció que el Accent se dejaría de vender en Canadá debido a la baja demanda. Un año después, se anunció que el modelo también sería descontinuado en los Estados Unidos a partir de 2023. Debido a ello, la planta de Hyundai de México detendrá la producción del Accent y será reemplazado por el HB20 brasileño, de la misma manera que en Colombia.

## Sexta generación (BN7) (2023-presente)
El 13 de febrero de 2023, se presentó en la India la sexta generación del Accent, conocido como Verna en ese país.El vehículo emplea el lenguaje de diseño Sensuous Sportiness (Deportividad Sensual) empleado en otros modelos de la marca como el Elantra o el Kona, incorporando una barra de luz LED frontal para la iluminación delantera.
En ese país, el Accent se ofrece con un motor de gasolina de aspiración natural de 1.5 litros que genera 115 CV (113 CV; 85 kW) y 144 N⋅m (14,7 kg⋅m; 106 lb⋅ft) de par motor y un turbo de gasolina de 1.5 litros. unidad capaz de desarrollar 160 PS (158 hp; 118 kW) y 253 N⋅m (25,8 kg⋅m; 187 lb⋅ft) de torque.Además, por primera vez todas las versiones incluyen seis bolsas de aire. El vehículo obtuvo una calificación de 5 estrellas en las pruebas de choque de la organización Global NCAP.
El vehículo se ofrecerá con su nombre original en algunos países de Sudamérica como Chile, Perú, Bolivia y Ecuador. En este primer país se ofrece, además del motor 1.5 L de gasolina, una variante diésel con el mismo motor 1.5 L de la generación anterior.

## Rally
El Accent del año 2000 fue tomado como base para la construcción del Accent WRC, vehículo con el que compitió Hyundai con su equipo en el Campeonato Mundial de Rally entre 2000 y 2003.